# BMW Z4 (E85)

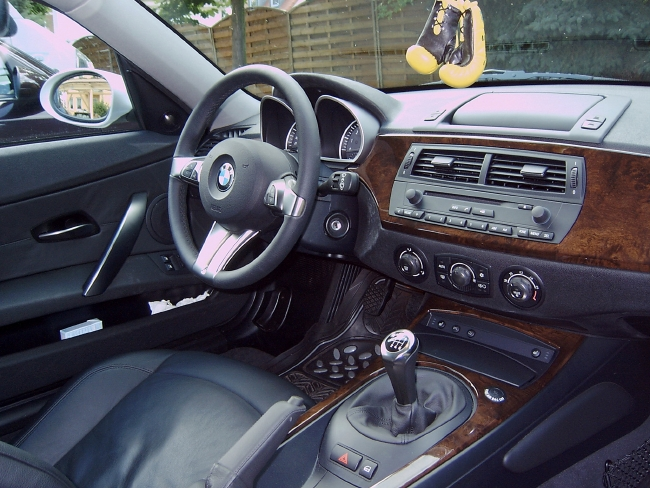
Інтер'єр

Перше покоління BMW Z4 складається з спортивних автомобілів BMW E85 (версія родстер) і BMW E86 (версія купе). Покоління E85/E86 випускалося з 2002 по 2008 рік. E85/E86 замінив Z3 і є третьою моделлю в BMW серії Z. Початкові моделі були в кузові родстер (E85), а в 2006 році було додано кузов купе (E86). У лютому 2009 року почалося виробництво BMW Z4 (E89) як наступника E85/E86.
Відповідно до Z3, E85/E86 виготовлявся виключно в Грір, штат Південна Кароліна. Модель M, Z4 M, оснащена рядним шестициліндровим двигуном S54.

## Розробка та запуск
E85 розроблявся датським дизайнером BMW Андерсом Вормінгом з середини 1998 до літа 1999 року. Моделі купе були розроблені Томашем Сиха. Розробка E85 була заморожена 1 березня 2000 року. Z4 був представлений на Паризькому автосалоні в 2002 році, а північноамериканські моделі надійшли в продаж у листопаді того ж року (як модель 2003 року). Європейські продажі почалися в березні 2003 року.
Початкові моделі складалися з кузова родстера з 6-циліндровим двигуном об’ємом 2,5 або 3,0 л.

## Стилі кузова

### Родстер (E85)
Z4 Roadster був запущений у 2002 році з шестициліндровими моделями 2.5i та 3.0i. Коробка передач була п’ятиступінчастою механічною, шестиступінчастою механічною, п’ятиступінчастою автоматичною та шестиступінчастою автоматизованою механічною коробкою передач SMG-II.
Чотирициліндрова модель Z4 2.0i Roadster була представлена на європейському ринку в травні 2005 року.
Коефіцієнт лобового опору максимально Cd=0,35.

### Купе (E86)

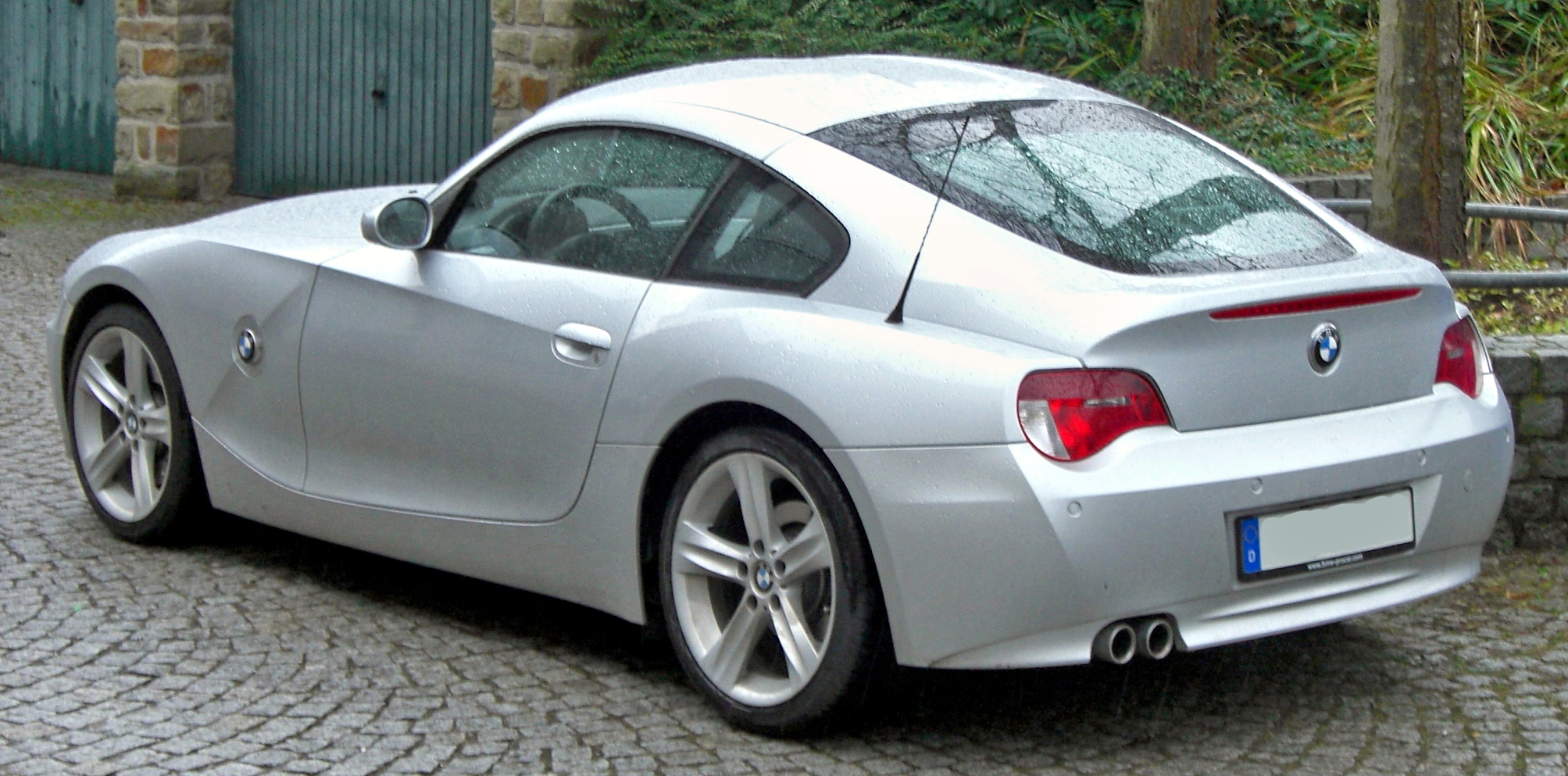
Z4 Coupé (вид ззаду)

BMW представила концептуальну версію купе Z4 на Франкфуртському автосалоні 2005 року. Дизайн Z4 і купе Z4 по-різному приписували Андерсу Вармінгу, Крісу Бенглу, суперечливому колишньому голові дизайну BMW, і Адріану ван Хойдонку, колишньому головному дизайнеру BMW, і дизайнеру BMW Томашу Сихі. Проект був затверджений влітку 2004 року та заморожений у грудні 2004 року. У 2005 році компанія оголосила, що дводверне купе буде доступне для виробництва, включаючи повернення M Coupé. Серійний автомобіль був представлений на автосалоні в Нью-Йорку в квітні 2006 року та був доступний для продажу наприкінці травня 2006 року.
Завдяки конструкції люка Z4 Coupé пропонує 10,1 кубічних футів (0,29 м³) простору багажника порівняно з 8,5 кубічних футів (0,24 м³) для родстера.
Стаціонарний дах купе збільшує жорсткість на кручення, в результаті чого жорсткість становить 32 000 Н·м (24 000 фунтів·фут) на градус повороту кузова на купе (порівняно з 14 500 Н·м (10 700 фунтів·фут) на градус на родстері), що покращує поворот і загальну керованість. Дах має контур «подвійної бульбашки», який служить аеродинамічною допомогою та пропонує більше простору для голови, ніж родстер із закритим м’яким верхом. Купе має витончене заднє скло з фастбеком, яке опускається до вбудованого спойлера, який має форму для передачі притискної сили на задню вісь на високій швидкості.
Модельний ряд для купе був більш обмеженим, ніж для родстера, і складався лише з шестициліндрового двигуна 3.0si та моделі Z4 M. Коробка передач була 6-ступінчастою механічною та 6-ступінчастою автоматичною з пелюстками перемикання передач, встановленими на рульовій колонці.

## Шасі та кузов

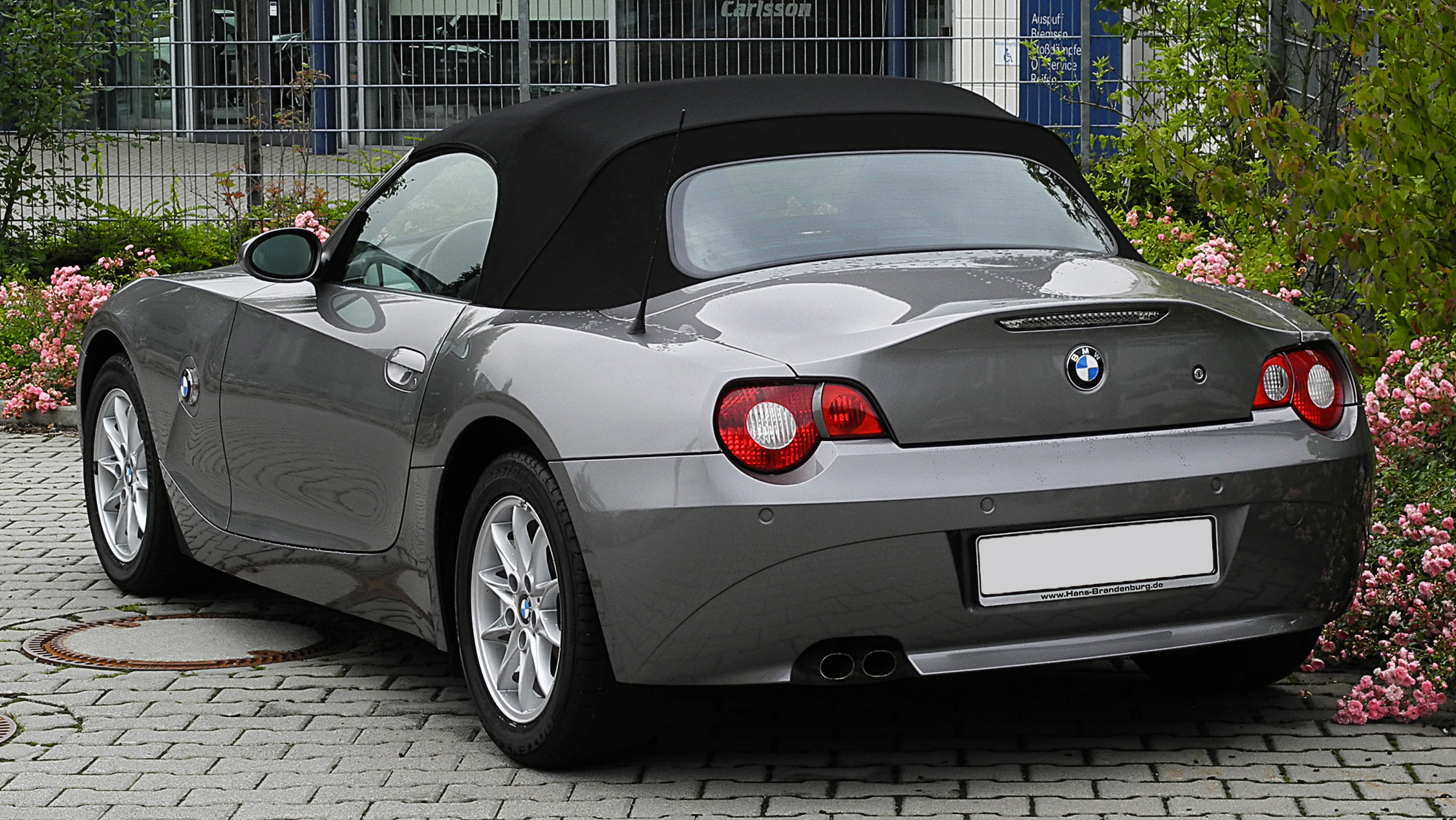
Кабріолет (до рестайлінгу)

У порівнянні зі своїм попередником Z3, Z4 більший і має більш жорстке шасі. Відповідно до Z3, передня підвіска має конструкцію Макферсона. У задній підвісці використовується багатоважільна конструкція замість напівпричіпної конструкції, використовуваної в Z3. Деякі рецензенти критикували якість їзди за те, що вона була занадто жорстокою, і спостерігали надмірну нерівність повороту від задньої підвіски.
У Z4 використовувалися легкі матеріали, щоб компенсувати збільшену вагу порівняно з меншим Z3, наприклад, алюмінієвий капот і компоненти підвіски, магнієвий каркас даху. Шини Run-flat позбавили потреби в запасному колесі, що зменшило вагу та дозволило збільшити багажник.

## Обладнання
6-циліндрові двигуни мали конструкцію з легкого сплаву, систему регулювання фаз газорозподілу (подвійний VANOS) і дросельну заслінку. Технологія безпеки включала дискові гальма на чотирьох колесах і електронний контроль стійкості, включаючи ABS і контроль тяги.
Додатковий «Спорт пакет» включав додаткову більш жорстку та нижчу підвіску, 18-дюймові колеса та спортивне електронне рульове управління, дросельну заслінку та параметри перемикання передач («Динамічний контроль водіння»).
Електропідсилювач керма замінив традиційний гідравлічний підсилювач керма, який використовувався в Z3. Підсилювач живлення чутливий до швидкості, що дозволяє легше маневрувати на низьких швидкостях. Рульове управління критикували за відсутність зворотного зв'язку. Проте в Z4 M використовується гідравлічний підсилювач керма, і його вважають більш прямим і комунікативним.
У 2002 році 6-ступінчаста коробка передач SMG була запропонована як опція для родстерів 2.5 і 3.0..

## Трансмісії
Доступні передачі:
- 5-ступінчаста механіка Getrag S5D250G (2.2i, 2.5i)[29]
- 6-ступінчаста механіка Getrag GS6-17BG (2.0i, 3.0i)[30]
- 6-ступінчаста механіка ZF GS6-37BZ-TJEE (Z4M)[31]
- 6-ступінчаста механіка ZF GS6-37BZ-TJES (3.0si)[32]
- 5-ступінчастий автомат ZF 5HP19 (2.2i, 2.5i, 3.0i)[33]
- 6-ступінчастий автомат ZF 6HP19 (3.0si)[34]
- 6-ступінчаста GS6-S37BZ SMG автоматична механіка (2.5i, 3.0i)[35][36][37]

## Моделі
| Модель        | Роки           | Двигун                | Потужність                         | Крутний момент                             | Споряджена маса       | 0–100 км/год (62 миль/год) |
| ------------- | -------------- | --------------------- | ---------------------------------- | ------------------------------------------ | --------------------- | -------------------------- |
| 2.0i*         | 2005–2008 роки | 2,0 л N46 4-цилігдри  | 110 кВт (148 к. с.) при 6200 об/хв | 200 Н⋅м (148 фунт⋅фут) при 3600 об/хв      | 2 855 фунт (1 295 кг) | 8,2 секунди                |
| 2.2i          | 2003–2005 роки | 2,2 л М54 6-цилінлрів | 125 кВт (168 к. с.) при 6100 об/хв | 210 Н⋅м (155 фунт⋅фут) при 3500 об/хв      | 2 921 фунт (1 325 кг) | 7,7 секунди                |
| 2.5i          | 2003–2005 роки | 2,5 л M54 6-циліндрів | 141 кВт (189 к. с.) при 6000 об/хв | 245 Н⋅м (181 фунт⋅фут) при 3500 об/хв      | 2 943 фунт (1 335 кг) | 7,0 секунд                 |
| 2.5i          | 2006–2008 роки | 2,5 л N52 6-циліндрів | 130 кВт (174 к. с.) при 5800 об/хв | 230 Н⋅м (170 фунт⋅фут) при 3500 об/хв      | 2 965 фунт (1 345 кг) | 7,0 секунд                 |
| 2.5si         | 2006–2008 роки | 2,5 л N52 6-циліндрів | 160 кВт (215 к. с.) при 6500 об/хв | 250 Н⋅м (184 фунт⋅фут) при 2750 об/хв      | 2 998 фунт (1 360 кг) | 6,5 секунд                 |
| 3.0i          | 2002–2005 роки | 3,0 л M54 6-циліндрів | 170 кВт (228 к. с.) при 5900 об/хв | 300 Н⋅м (221 фунт⋅фут) при 3500 об/хв      | 3 009 фунт (1 365 кг) | 5,9 секунди                |
| 3.0i          | 2006–2008 роки | 3,0 л N52 6-циліндрів | 160 кВт (215 к. с.) при 6100 об/хв | 270 Н⋅м (199 фунт⋅фут) при 2500-4250 об/хв | 3 020 фунт (1 370 кг) | 6,2 секунди                |
| Родстер 3.0si | 2006–2008 роки | 3,0 л N52 6-циліндрів | 195 кВт (261 к. с.) при 6600 об/хв | 315 Н⋅м (232 фунт⋅фут) при 2750 об/хв      | 3 086 фунт (1 400 кг) | 5,6 секунди                |
| 3.0si купе    | 2006–2008 роки | 3,0 л N52 6-циліндрів | 195 кВт (261 к. с.) при 6600 об/хв | 315 Н⋅м (232 фунт⋅фут) при 2750 об/хв      | 3 075 фунт (1 395 кг) | 5,6 секунди                |
| M родстер     | 2006–2008 роки | 3,2 л S54 6-циліндрів | 252 кВт (338 к. с.) при 7900 об/хв | 365 Н⋅м (269 фунт⋅фут) при 4900 об/хв      | 3 197 фунт (1 450 кг) | 4,8 секунди                |
| M купе        | 2006–2008 роки | 3,2 л S54 6-циліндрів | 252 кВт (338 к. с.) при 7900 об/хв | 365 Н⋅м (269 фунт⋅фут) при 4900 об/хв      | 3 230 фунт (1 465 кг) | 4,8 секунди                |

* 2.0i продавався лише в Європі.
Усі моделі є родстерами E85, крім зазначених. Показані європейські характеристики. Північноамериканські автомобілі можуть мати дещо нижчу потужність. Моделі для США включають 2.5i Roadster, 3.0i Roadster, 3.0si Roadster & Coupé, M Roadster & Coupé.

## Версії Z4 M

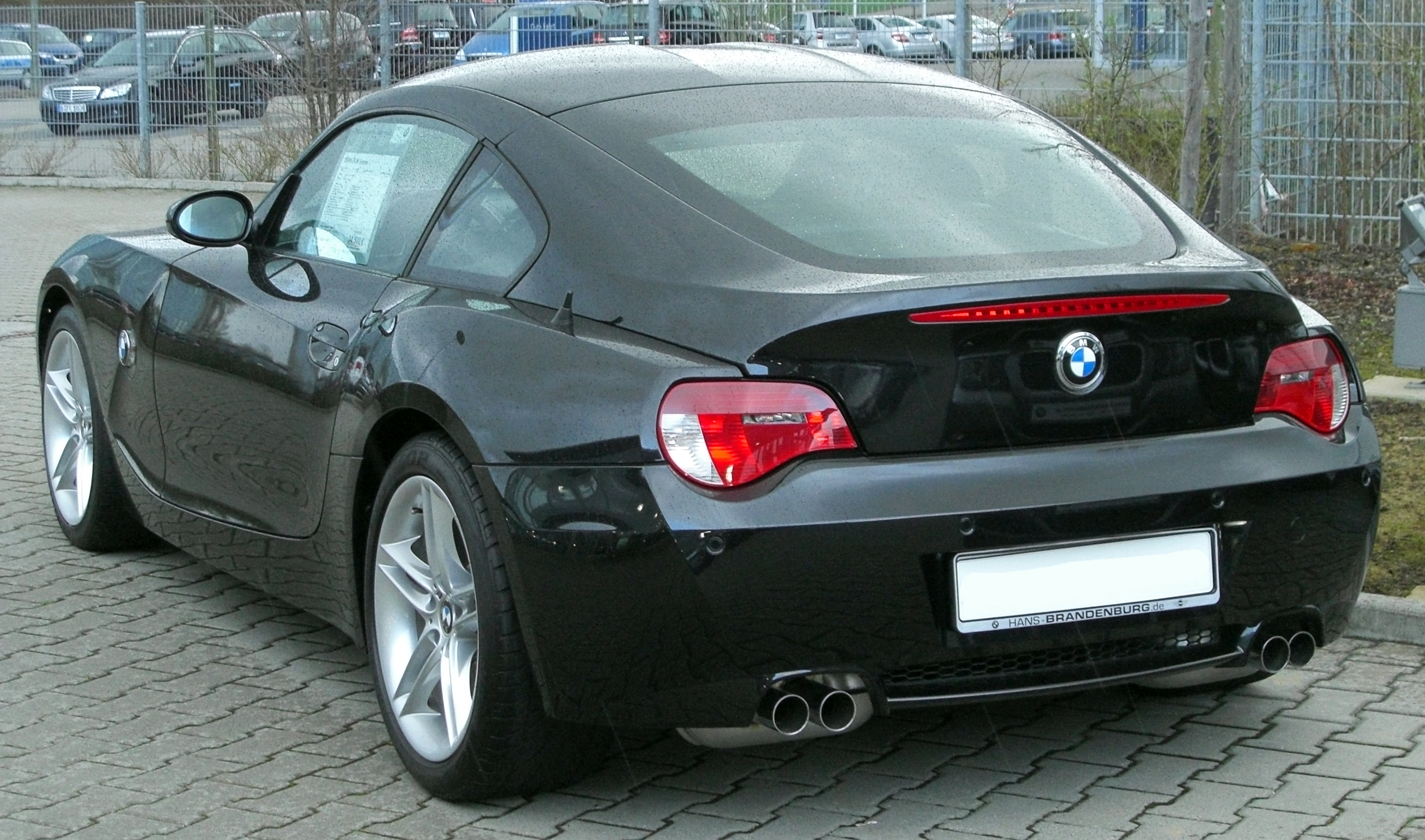
Z4 M купе

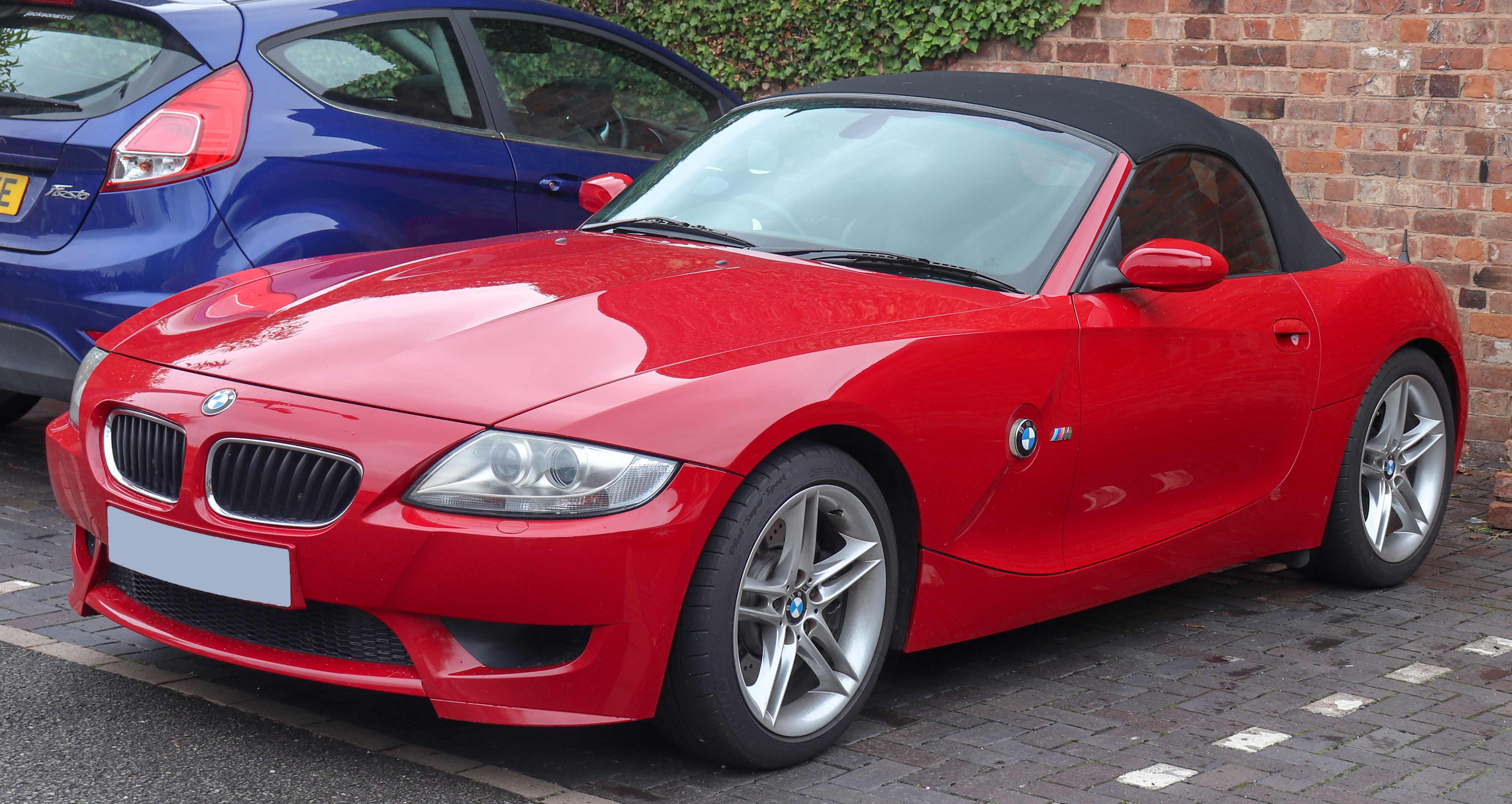
Родстер Z4 M

Z4 M Coupe/Roadster був представлений у 2006 році та оснащений рядним шестициліндровим двигуном S54, який використовується спільно з E46 M3. S54 також був у списку 10 найкращих двигунів Ward за 2001-2004 роки. Двигун у північноамериканських моделях Z4 M має рейтинг 330 к.с. (246 кВт) при 7900 об/хв, 3 менше, ніж у північноамериканського м³. На інших ринках вихідна потужність така ж 338 к.с. (252 кВт) як M3. Двигун мав подвійну систему BMW VANOS і ступінь стиснення 11,5:1. Крутний момент, створюваний двигуном, становив 355 Н·м (262 фунтів·фут) при 4500 об/хв. Крутний момент був доступний з 2500 об / хв.
У Z4 M використовується гідравлічний підсилювач керма, на відміну від електричного підсилювача керма, який використовується в інших моделях Z4. У родстері використовувалася рульова рейка E46 M3, а в купе — швидша рейка M3 CS/CSL. Інші зміни включають ширшу передню колію, переглянуту передню підвіску, ширші шини без спущених шин (розміром 225/45 спереду, 255/40 ззаду) і геометрію рульового керування. Гальма і вся задня вісь теж були від M3 CS/CSL.
Виробництво купе M почалося на заводі BMW у Спартанбурзі в Грір 4 квітня 2006 року.

## Спеціальні моделі

### Alpina Roadster S (2004–2006)
Alpina Roadster S є високопродуктивною ітерацією Z4, представленої на Франкфуртському автосалоні 2003 року. Виготовлений німецьким автовиробником Alpina, Roadster S був зібраний на заводі виробника в Бухлое з білого кузова, надісланого заводом BMW у Спартанбурзі. Roadster S випускався протягом двох років (з 2004 по 2005), перш ніж виробництво було припинено через суворіші правила викидів, що припиняють постачання двигунів. Roadster S був доступний у двох комплектаціях: стандартній і розкішній, причому розкішна комплектація додала більше комфорту та більші колеса порівняно зі стандартною комплектацією. Заявлена максимальна швидкість автомобіля становила 270 км/год (168 миля/год) і розігнався до 100 км/год (62 миля/год) з місця за 5,3 секунди. Двигун був модифікований Alpina і змінив назву на E5/2. Двигун створює максимальну потужність 300 к.с. і максимальний крутний момент 362 Нм.

## Зміни модельного року

### 2005 рік
- Представлена чотирициліндрова модель (2.0i).

### 2006 рестайлінг або LCI
Моделі Z4 facelift (також відомі як LCI) були представлені на Північноамериканському міжнародному автосалоні в Детройті 2006 року. Основними змінами були:
- Представлення моделей купе.
- Представлення M Roadster з рядним шестициліндровим двигуном S54 (виробництво M Coupe почалося через кілька місяців, у квітні 2006 року)
- Зняття з виробництва моделі 2.2i[44].
- Зміна форми кодування i на si.
- Шестициліндрові двигуни (крім родстера M) оновлені з M54 на N52.
- Перероблені фари, передній бампер і задні ліхтарі[45].
- Наявність шестиступінчастої автоматичної коробки передач.
- Включення шестиступінчастої механічної коробки передач як стандартне обладнання для всіх моделей.

## Виробництво
За життєвий цикл Z4 було випущено 197 950 автомобілів, у тому числі 180 856 родстерів і 17 094 купе.
Останній Z4 першого покоління (родстер Z4 3.0si кольору Space Grey) зійшов з конвеєра 28 серпня 2008 року.

### Родстери
Загалом у світі було вироблено 5070 автомобілів Z4M Roadster, включаючи 3042 автомобілі для північноамериканського ринку.

### Купе
Світова розбивка моделей E86 Coupe протягом життєвого циклу (2006–2008) становить 12 819 купе Z4 3.0si та 4275 купе Z4M. Навіть з моменту появи в 2006 році купе було відносно рідкісним: за перші 13 місяців на ринку родстер перевершував його у співвідношенні 7 до 1. Для моделі купе UK 3.0si було випущено 1598 автомобілів з механічною коробкою передач і 1998 автомобілів з автоматичною коробкою передач.
| рік      | 3.0si купе | Купе Z4M |
| -------- | ---------- | -------- |
| 2006 рік | 348        | 380      |
| 2007 рік | 1280       | 1,187    |
| 2008 рік | 476        | 248      |

## Моторспорт

### Гонки на витривалість

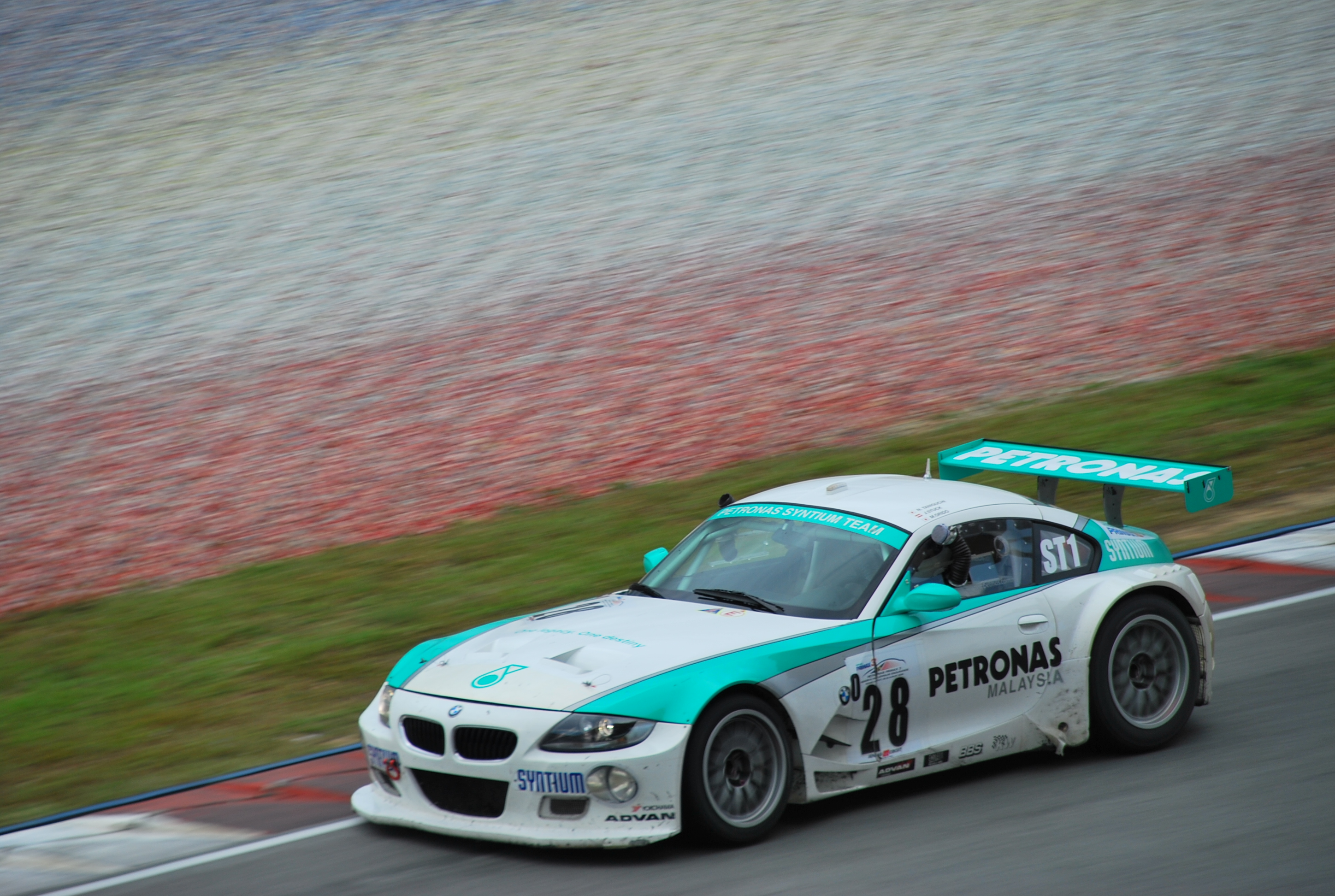
BMW Z4 M Coupé команди Petronas Syntium на гонці Merdeka Endurance Race 2008

Дітер Квестер, Дірк Вернер, Джеймі Кемпел-Волтер і Тім Маллен виграли 24-годинну гонку Silverstone Britcar на BMW Z4 M Coupé. Агрегат гоночної версії є модифікованою версією 3,2-літрового рядного шестициліндрового двигуна S54B32, що виробляє приблизно 294 кВт (394 к.с.). Автомобіль виготовлено підрозділом М BMW під назвою Z4 M Coupé Motorsport..

### Супер GT
У серпні 2008 року модифікований Z4 дебютував у 6 раунді сезону Super GT, що ознаменувало повернення BMW у серію після того, як M3 було вилучено з серії JGTC. Він керував командою Studie і брав участь у класі GT300. Автомобіль оснащувався розстроєною версією двигуна S62 V8 від E39 M5. Z4 брав участь у сезоні Super GT 2009 року (крім Sepang Race), і вони замінили свою H-шаблон на секвентальну трансмісію, а також свій двигун S62 на S65B40 після гонки 3, після того, як вони постраждали. неремонтний удар двигуна під час гонки 2 на Сузуці. Автомобіль було знято з експлуатації в кінці сезону 2009 року, а його наступник E89 Z4 GT3 дебютував у сезоні 2010 року.